# Мелетій Білинський
Мелетій Білинський (хресне ім'я Михайло; 4 березня 1921, Товстобаби (нині с. Високе, Чортківського району Тернопільської області — 28 березня 2015, Варшава, Польща) — український церковний діяч у Польщі, ієромонах-василіянин, протоігумен василіянської провінції у Польщі (1985—1989).

## Життєпис
Народився 4 березня 1921 року в с. Товстобаби (нині с. Високе, Чортківського району Тернопільської області) в сім'ї Йосифа і Сильвестри Білинських. Був наймолодшим із чотирьох дітей. Після початкової школи в рідному селі, вступив до Місійного інституту ім. святого Йосафата при монастирі отців василіян у Бучачі. 29 серпня 1935 року вступив до Василіянського Чину на новіціят у Крехівський монастир, де 25 квітня 1937 року склав перші обіти. У 1937 році розпочав у Добромилі студії гуманстики, які змушений був перервати через прихід радянських визволителів. Першу радянську окупацію перебув удома в рідному селі. У 1941 році повернувся до монастиря в Кристинополі, де упродовж наступних п'яти років вивчав філософію і богослов'я. 27 вересня 1942 року в Кристинополі склав вічні обіти. Священничі свячення отримав 3 вересня 1944 року з рук преосвященного владики Никити Будки в Соборі святого Юра у Львові.
Після закінчення Другої світової війни опинився в Польщі. Комуністична влада Польщі забороняла богослужіння в греко-католицькому обряді, тому о. Мелетій Білинський служив сотрудником у римо-католицьких парафіях, спершу в Нєґові б. Вишкова, а потім у 1950—1968 та 1971—1978 роках у Старому Курові, неподалік міста Ґожув Вєлькопольскі. В 1968—1970 роках служив в греко-католицькому душпастирстві в Ярославі, а від 1978 року в Тшебятові і Свідвіні. У 1968—1971 роках студіював пасторальне богослов'я в Люблінському Католицькому Університеті (KUL).
У 1982—1985 роках був настоятелем монастиря у Венґожеві, звідки обслуговував греко-католицькі парафії у Венгожеві й околицях. З 1985 до 1989 року був протоігуменом василіянської Провінції у Польщі, а воднораз парохом варшавської парафії. Після закінчення цього служіння коротко служив у Венгожеві, відтак в Ольштині, а в 1991 році переїхав до Варшави, де був учителем літургіки і церковного співу, духівником і сповідником для василіянських студентів. Паралельно виконував служіння провінційного економа, провінційного консультора (радника) і протоконсультора, а від 1998 року — консультора і економа Варшавського монастиря.
На початку 2000-них років почав втрачати зір, тому його служіння обмежилося до відправи Літургії і слухання сповідей, а потім лише до приватної молитви. Помер 28 березня 2015 року у Варшаві, похований 2 квітня у гробниці отців василіян на кладовищі Брудно у Варшаві.

## Нагороди
- Медаль «Pro Ecclesia et Pontifice» (1994 рік)[1]